# Sandy Balestra
Alessandra Balestra, detta Sandy (Lugano, 13 settembre 1975), è un'ex attrice pornografica e politica svizzera (Lega dei Ticinesi).

## Biografia
Balestra è cresciuta in un sobborgo di Lugano, nel Canton Ticino. È entrata nell'industria del cinema porno all'età di 18 anni, quando ha incontrato un produttore porno italiano durante un soggiorno linguistico a Londra. Il suo primo film, 30 maschi per Sandy, è stato diretto da Rocco Siffredi nel 1993. Ne sono seguiti altri, con i quali ha guadagnato fama, soprattutto in Italia.
All'inizio del 1995, Giuliano Bignasca, presidente del partito di protesta Lega dei Ticinesi, ebbe l'idea di candidare Balestra alle elezioni del Gran Consiglio del Canton Ticino, con l'esplicito obiettivo di provocare l'establishment politico. In seguito apparve sui manifesti elettorali ufficiali del partito, con l'ambiguo slogan "Lega - una politica senza veli". Balestra fu spesso paragonata a Ilona Staller ("Cicciolina"). All'interno del partito è stata piuttosto controversa; il consigliere nazionale Flavio Maspoli, ad esempio, l'ha definita "politicamente inutile". La stessa Balestra ha difeso la sua candidatura con le parole: "Sono una cittadina come tutti gli altri. La differenza è che la gente ha visto quello che faccio. Ci sono persone che hanno un'immagine pulita all'esterno, ma dentro sono forse ancora più sporche di me". Con grande sorpresa di molti, Balestra ottiene il successo, ottenendo il 3 aprile 1995 il miglior risultato del suo partito nel distretto di Lugano con 27.393 voti. Entrò in Gran Consiglio e fu l'unica donna del suo gruppo parlamentare.
Balestra, tuttavia, non ha esercitato quasi mai il suo mandato politico e si è assentata da quasi tutte le riunioni, spesso senza alcuna giustificazione. Per questo motivo, i membri della Lega le chiesero più volte di dimettersi per permettere a un deputato esperto di prendere il suo posto. A metà dicembre 1995, sul Foglio ufficiale ticinese compare un avviso del Ministero pubblico in cui si comunica che la sua posizione è attualmente sconosciuta e che l'inchiesta aperta nei suoi confronti per "ottenimento di un beneficio mediante frode" è stata archiviata. Due mesi dopo, viene condannata in contumacia a una multa di 500 franchi per non aver pagato una corsa in taxi da Kloten a Lugano nel dicembre 1994. Nel maggio 1996 la polizia la arresta due volte e la trattiene temporaneamente in detenzione preventiva per consentire l'accertamento di ulteriori reati.
Nel settembre 1998, il Tribunale penale ticinese ha condannato Balestra a una pena detentiva con la condizionale di 15 mesi. Era stata giudicata colpevole di aver spacciato 360 grammi di cocaina e 90 pasticche di ecstasy dal maggio 1995 al maggio 1996. Uno dei suoi clienti era Giuliano Bignasca (all'epoca del processo in semiprigionia per uso di stupefacenti e diffamazione), che in cambio aveva messo a disposizione locali per le riprese di film pornografici. Altre accuse provate erano distribuzione di denaro falso e occultamento di una pistola con cui un amico aveva commesso una rapina. Balestra ha dovuto rinunciare al suo mandato di membro del Gran Consiglio, poiché il tribunale penale l'ha dichiarata inidonea a far parte di un'autorità per cinque anni. In seguito si è ritirata in gran parte dalla scena pubblica.

## Filmografia
- 30 maschi per Sandy, regia di Rocco Siffredi (1993)
- Panna montata, regia di Rocco Siffredi (1994)
- Panna montata 2, regia di Rocco Siffredi (1995)
- L'autobus del sesso - Ultima fermata Sandy, regia di Rocco Siffredi (1995)
- Sandy l'insaziabile, regia di Rocco Siffredi (1995)
- Pornololite di Diva Futura 6, regia di Riccardo Schicchi (1997)